# Jennifer Flegg
Jennifer A. Flegg est une mathématicienne australienne et professeure associée de mathématiques appliquées à la School of Mathematics and Statistics de l'université de Melbourne.

## Formation et carrière
Flegg a obtenu son doctorat en mathématiques appliquées de l'université de technologie du Queensland en 2009. Sa thèse, intitulée Mathematical Modelling of Chronic Wound Healing ("Modélisation mathématique de la cicatrisation des plaies chroniques"), a été supervisée par le Dr Sean McElwain. De 2010 à 2013, elle a été chercheuse à l'université d'Oxford, développant des modèles mathématiques pour la propagation de la résistance aux médicaments antipaludiques. De 2014 à début 2017, elle a été chargée de cours en mathématiques à la School of Mathematical Sciences de l'Université Monash. En mai 2017, elle a rejoint l'École de mathématiques et de statistique de l'Université de Melbourne en tant que maître de conférences en mathématiques appliquées et a été promue professeure associée en 2020.
Flegg est un expert dans le domaine de la biologie mathématique, avec un accent particulier sur l'épidémiologie des maladies infectieuses, la cicatrisation des plaies et la croissance tumorale.
Depuis 2020, Flegg est également membre du comité de rédaction de PLOS Computational Biology, eLife et du Bulletin of Mathematical Biology (en).

## Prix et honneurs
En 2020, Flegg a reçu la médaille JH Michell pour l'excellence en recherche de l'ANZIAM (mathématiques industrielles et appliquées australiennes et néo-zélandaises), ainsi que la médaille Christopher Heyde  de l'Académie australienne des sciences et de la Society of Mathematical Biology.